# Placówka Straży Celnej „Horodnica”

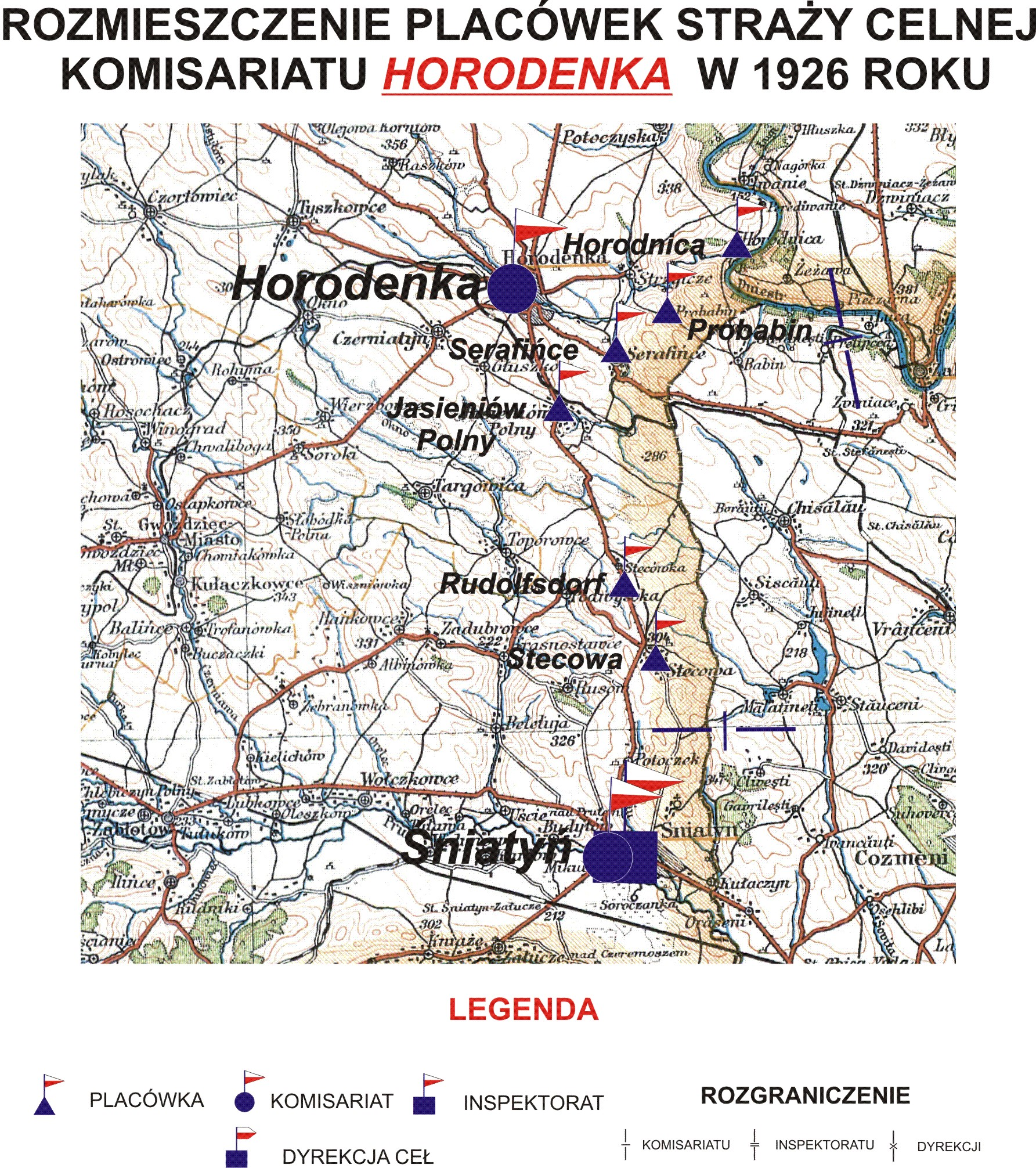
Rozmieszczenie placówek SC komisariatu Horodenka w 1926 r.

Placówka Straży Celnej „Horodnica” – jednostka organizacyjna Straży Celnej pełniąca w okresie międzywojennym służbę ochronną na granicy polsko-rumuńskiej.

## Formowanie i zmiany organizacyjne
Na wniosek Ministerstwa Skarbu, uchwałą z 10 marca 1920 roku, powołano do życia Straż Celną. Od połowy 1921 roku jednostki Straży Celnej rozpoczęły przejmowanie odcinków granicy od pododdziałów Batalionów Celnych. Proces tworzenia Straży Celnej trwał do końca 1922 roku. Placówka Straży Celnej „Horodnica” weszła w podporządkowanie komisariatu Straży Celnej „Horodenka” z Inspektoratu SC „Śniatyn”.
W drugiej połowie 1927 roku przystąpiono do gruntownej reorganizacji Straży Celnej. W praktyce skutkowało to rozwiązaniem tej formacji granicznej. Ochronę północnej, zachodniej i południowej granicy państwa przejęła powołana z dniem 2 kwietnia 1928 roku Straż Graniczna. Rozkazem nr 1 z 29 stycznia 1934 roku w sprawach [...] zmian przydziałów, komendant Straży Granicznej płk Jan Jur-Gorzechowski utworzył placówkę I linii „Horodnica”.

## Funkcjonariusze placówki
Kierownicy placówki
| stopień    | imię i nazwisko, numer   | okres pełnienia służby | kolejne stanowisko |
| ---------- | ------------------------ | ---------------------- | ------------------ |
| przodownik | Antoni Grześkowiak (287) | był w 1926             |                    |

Obsada personalna placówki w 1926:
- przodownik Antoni Grześkowiak (287)
- starszy strażnik Stanisław Gretkiewicz (399)
- strażnik Roman Cielęcy (1928)
- strażnik Walenty Zawadzki (1652)
- strażnik Józef Śliwa (637)
- strażnik Stanisław Szczublewski (1463)
- strażnik Jakub Matys (624)
- strażnik Franciszek Stawicki (630)
- strażnik  Teodor Nowacki (1622)